# 23158 Bouligny
23158 Bouligny è un asteroide della fascia principale. Scoperto nel 2000, presenta un'orbita caratterizzata da un semiasse maggiore pari a 2,4747857 UA e da un'eccentricità di 0,1316357, inclinata di 6,57236° rispetto all'eclittica.